# Scansano
Scansano est une commune italienne de la province de Grosseto, dans la région Toscane.

## Géographie
Le territoire communal s'étend sur une superficie dépassant 270 km2 à l'extrémité nord-ouest des collines de l'Albegna et de la Fiora, empiétant par endroits sur le versant de la vallée de l'Ombrone. Il est limitrophe au nord de la commune de Campagnatico, au nord-est de la commune de Roccalbegna, au sud-est de la commune de Manciano, au sud-ouest de la commune de Magliano in Toscana et au nord-ouest de la commune de Grosseto.
Le sommet le plus élevé se situe cependant à 651 m au-dessus du niveau de la mer et coïncide avec le sommet de Poggi Alti, sur lequel le Parco eolico dei Poggi Alti (it) est actif .

## Histoire
Le territoire fut occupé par les Étrusques et les Romains. De nombreux châteaux d'une grande importance stratégique sont apparus sur le territoire au Moyen Âge...

### Architecture militaire
- Les murailles de Scansano construites par les Aldobrandeschi à partir du XIIe siècle, puis achevé au cours du siècle suivant.
- Le château de Montorgiali construit au XIIe siècle
- Le château de Montepò du XIe siècle
- Le Castello di Cotone (it) (en ruine)

### Archéologie
- Le site archéologique étrusque de Ghiaccio Forte (IVe siècle av. J.-C.)

## Administration
| Période                                  | Période | Identité | Étiquette | Qualité |
| ---------------------------------------- | ------- | -------- | --------- | ------- |
|                                          |         |          |           |         |
| Les données manquantes sont à compléter. |         |          |           |         |

### Hameaux
Baccinello, Montorgiali, Murci, Pancole, Poggioferro, Polveraia, Pomonte, Preselle.

### Communes limitrophes
Campagnatico, Grosseto, Magliano in Toscana, Manciano, Roccalbegna